# Прямое действие (Франция)
Прямое действие (фр. Action directe) — французская леворадикальная организация, придерживавшаяся анархо-коммунистической и автономистской идеологии. Совершила серию экспроприаций, убийств и террористических атак во Франции в промежуток между 1979—1987 годами. Появилась в ходе объединения Новой армии за народную автономию и Групп революционного интернационального действия. Своё название организация взяла от политической теории прямого действия.

## История
Прямое Действие было создано в 1977 на основе двух других групп: GARI (Группы Революционных Интернационалистов) и NAPAP (Вооружённые Группы за Народное Самоуправление (независимость)). Основано оно было как «военно-политическая часть автономистского движения». В 1979 году она переросла в повстанческую организацию, действующую в рамках городской партизанской войны и проводила нападения на власть имущих в борьбе против империализма и рассматривали свою борьбу как пролетарскую самооборону. Группа была объявлена вне закона в 1984 году. В августе 1985 Прямое действие объединилось с немецкой Фракцией Красной армии (RAF).

## Акции
Прямое Действие совершило около 50 акций (в основном взрывов бомб без жертв), в частности:
- 1 мая 1979 года — вооружённое нападение (с пулемётом) на Государственный Профсоюз Французских Предпринимателей
- 16 марта 1980 года — взрыв здания DST[фр.] в Париже.
- 28 августа 1980 года — ограбление филиала банка Crédit Lyonnais в Париже.
- 6 декабря 1980 года — взрыв бомбы в аэропорту «Париж-Орли» (8 человек ранены).
- 30 сентября 1983 года — взрыв на международной выставке в Марселе. 1 человек убит, 26 ранены.
- 25 января 1985 года — перед своим домом в Ля Селль-Сен-Клу[фр.] убит генерал Рене Одран[фр.], ответственный за поставки оружия Саддаму Хусейну во время ирано-иракской войны.
- 8 августа 1985 года — подрыв начинённого взрывчаткой автомобиля перед американской авиабазой Рейн-Мэйн близ Висбадена. 3 человека погибли, 20 ранены. Это единственная акция, проведённая совместно с RAF.
- 17 ноября 1986 года — на парижской улице убит Жорж Бесс[англ.], директор автоконцерна Renault.

Также имели место атаки на правительственные здания, агентства управления недвижимостью, армейские части, военно-промышленные комплексы и совершали акции против израильского правительства. Action directe достаточно плотно сотрудничала с RAF, например, 15 января 1986 года две группировки совместно опубликовали свой программный документ «Основные задачи коммунистической герильи в Западной Европе».

## Преследование властями и разгром группировки
Социалистическое правительство Миттерана вначале не придавало значения Action directe, утверждая, что во Франции, в отличие от ФРГ, нет серьёзных противоречий между государственной политикой и левыми радикалами. В 1981 году была проведена амнистия для левых и анархистов, по которой на свободу среди прочих вышел и Жан-Марк Руйян (Jean-Marc Rouillan), один из лидеров Прямого действия.
Однако с 1985 года французское правительство взялось за Action directe всерьёз. 21 февраля 1987 года в деревенском домике близ Орлеана были арестованы лидеры и активисты группировки: Жан-Марк Руйян, Натали Менигон (Nathalie Ménigon), Режи Шлейхер (Régis Schleicher), Жоэль Оброн (Joëlle Aubron) и Жорж Сиприани (Georges Cipriani).
Спустя 9 месяцев, 27 ноября 1987 года, в Лионе был арестован Макс Фреро (Max Frérot).
Все активисты были приговорены к пожизненному заключению. Они содержались в весьма суровых условиях, в полной изоляции (на каждого заключённого отводился целый этаж). Это привело в 2001 году к голодовке, после чего узники смогли получить доступ к медицинской помощи. В 2004 году по состоянию здоровья была освобождена Жоэль Оброн (умерла от рака в 2006 году). В декабре 2007 Руйяну было разрешено покидать тюрьму на некоторое время. В сентябре 2008 года Парижский суд аннулировал этот статус после того как он в одном из интервью заявил: «Я остаюсь глубоко убеждённым в том, что вооружённая борьба является необходимой в определённые моменты революционного процесса». В 2008 году на свободу вышла Менигон, в 2010 — Фреро и Шлейхер, в 2011 — Сиприани и, наконец, в 2012 году — так и не раскаявшийся Руйян.

## Книги
- Парижский мститель: 10 лет партизанской борьбы / Жан-Марк Руйян. - Москва: Родина, 2023. ISBN 978-5-00222-117-2
- Jean-Marc Rouillan. Je hais les matins. Denoël, 2001